# لارس فالتر
لارس فالتر مواليد 15 أكتوبر 1965، هو لاعب كرة يد دانمركي سابق أصبح مدرباً.

## السجل التدريبي
درب الفرق التالية:
- نادي فلنسبورغ هاندفيت لكرة اليد
- نادي جورينيه فيلينيه لكرة اليد
- نادي فيسوا بوتسك لكرة اليد
- مينور بايا ماري
- كاداتن شافهاوزن